# Projekt Warszawa
Il Projekt Warszawa è una società pallavolistica maschile polacca con sede a Varsavia: milita nel campionato polacco di Polska Liga Siatkówki.

## Storia
Il Klub Uczelniany Akademickiego Związku Sportowego Politechnika Warszawska viene fondato nel 1954 all'interno dell'omonima società polisportiva. Milita per quasi cinquanta anni nelle categorie inferiori del campionato polacco, fino a quando ottiene la promozione dalla serie cadetta alla Polska Liga Siatkówki, debuttandovi nella stagione 2003-04, senza ottenere grandi risultati.
Nel 2005 il club diventa indipendente rispetto alla polisportiva e cambia nome in Akademicki Związek Sportowy Politechniki Warszawskiej, iniziando a operare come società per azioni. Nella stagione 2011-12 partecipa per la prima volta in una competizione europea, disputando la Challenge Cup, torneo nel quale si arrende in finale contro l'AZS Częstochowa in un tiratissimo derby polacco, conclusosi solo ai vantaggi del golden set.
Dopo un anno di sponsorizzazione da parte della Onico SA, il club inserisce il marchio nella propria denominazione ufficiale, passando quindi a chiamarsi ONICO Warszawa e cambiando i propri colori sociali: nella stagione 2018-19 raggiunge per la prima volta le finali scudetto, sconfitto dallo ZAKSA.
Nel 2019 il club vive un periodo di incertezza economica: la Onico SA, in bancarotta, non rinnova il contratto di sponsorizzazione del club, in scadenza ad agosto; cambia quindi nuovamente nome in Projekt Warszawa, trovando nuovo apporto economico da parte della PKN ORLEN S.A., giocando quindi col nome sponsorizzato VERVA Warszawa ORLEN Paliwa.
Nella stagione 2023-24 conquista il suo primo trofeo, la Challenge Cup, superando nella doppia finale il Milano.

## Rosa 2019-2020
| N° | Nome              | Ruolo | Data di nascita  | Nazionalità sportiva |
| -- | ----------------- | ----- | ---------------- | -------------------- |
| 1  | Jakub Kowalczyk   | C     | 26 giugno 1986   | Polonia              |
| 2  | Bartosz Kwolek    | S     | 17 luglio 1997   | Polonia              |
| 4  | Jan Król          | O     | 23 agosto 1989   | Polonia              |
| 6  | Antoine Brizard   | P     | 22 maggio 1994   | Francia              |
| 8  | Andrzej Wrona     | C     | 27 dicembre 1988 | Polonia              |
| 9  | Patryk Niemiec    | C     | 18 febbraio 1997 | Polonia              |
| 11 | Piotr Nowakowski  | C     | 18 dicembre 1987 | Polonia              |
| 12 | Jan Kopyść        | S     | 2 dicembre 1999  | Polonia              |
| 13 | Igor Grobelny     | S     | 8 giugno 1993    | Belgio               |
| 14 | Dominik Jaglarski | L     | 20 giugno 1997   | Polonia              |
| 18 | Damian Wojtaszek  | L     | 7 settembre 1988 | Polonia              |
| 22 | Kévin Tillie      | S     | 2 novembre 1990  | Francia              |
| 23 | Artur Udrys       | O     | 18 ottobre 1990  | Bielorussia          |
| 85 | Michał Kozłowski  | P     | 16 febbraio 1985 | Polonia              |

## Palmarès
- Challenge Cup: 1

2023-24

## Denominazioni precedenti
- 1954-2005: Klub Uczelniany Akademickiego Związku Sportowego Politechnika Warszawska
- 2005-2017: Akademicki Związek Sportowy Politechniki Warszawskiej
- 2017-2019: ONICO Warszawa